# 남원시의 시내버스
남원시의 시내버스는 전북특별자치도 남원시를 중심으로 운행하는 버스를 이용한 대중교통 수단으로, 운수업체로는 남원여객이 유일하다. 

## 운임
2019년 1월 1일 기준 요금이다. 구간요금이나 시계외요금은 없다. 교통카드를 이용한 무료 환승이 가능하다. (1인당 1회, 1시간 이내 / 단, 동일 노선은 제외.)
| 종류 | 나이                    | 현금 (원) | 카드 (원) |
| ---- | ----------------------- | --------- | --------- |
| 일반 | 어른 (만 19세 이상)     | 1,000     | 950       |
| 일반 | 청소년 (만 13세 ~ 18세) | 500       | 450       |
| 일반 | 어린이 (만 7세 ~ 12세)  | 500       | 450       |

2018년 12월까지는, 10km까지는 기본요금, 2천원 미만(1,400~1,950원에 해당) 지역은 1km당 116.14원이 추가되는 요금이 적용되었고, 그밖에도 2천원 상한 요금제가 적용되어서 남원시 관내에서는 거리에 관계없이 최대 2,000원(중고생 1,600원 / 어린이 1,000원)까지 요금을 낼 수 있었다.

## 사고
- 1997년 3월 24일 남원시 사매면 당시 서도역 앞 건널목에서 남원으로 향하던 남원 시내버스가 서울로 가던 무궁화호 열차와 추돌해서, 시장으로 향하던 마을 주민 16명이 사망하고 15명이 중경상을 입은 사고가 발생했다.[4]